# Mauricio Mayer
Mauricio Mayer é um município da província de La Pampa, na Argentina.